# تمارا تشيباش
تمارا تشيباش (من مواليد 24 أغسطس 1989) هي لاعبة تجديف قوارب الكانوي مجرية تنافست منذ أواخر العقد الأول من القرن الحادي والعشرين. في دورة الألعاب الأولمبية الصيفية 2020، فازت بميدالية ذهبية في سباق 500 متر سيدات كي-4، وميدالية فضية في سباق 500 متر سيدات كي-1.